# Silniční vegetace
Silniční vegetace je termín, se kterým operuje česká legislativa. Například v zákoně o pozemních komunikacích číslo 13/1997 Sb. je to vegetace, která je součástí silničních pomocných pozemků (vyskytují se pouze mimo zastavěná území) a jiných pozemků dálnic, silnic a místních komunikací. Je tedy součástí silničních pozemků. V legislativě však definována není.
Silniční vegetace nesmí překážet provozu a údržbě silnic a nesmí se na ni zastavit a stát.